# Futuri possibili
| Recensione | Giudizio |
| ---------- | -------- |
| Newsic     | 7,25/10  |
| Rockol     | 7/10     |

Futuri possibili è il terzo album in studio del cantautore italiano Franco126, pubblicato il 28 marzo 2025 dalla Universal.

## Antefatti e descrizione
Successivamente alla pubblicazione del secondo album Multisala nel 2021, il cantautore ha rilasciato collaborazioni con altri artisti e partecipato alla scrittura e produzione di brani per Elisa, Laura Pausini, Gemitaiz, Marco Mengoni e Tropico, oltre ad aver pubblicato l'album Cristi e diavoli assieme al suo collettivo, la Lovegang126. 
Nel marzo 2025 Franco126 annuncia la pubblicazione del terzo album in studio, composto di tredici tracce, che vedono la partecipazione di Giorgio Poi, Coez, Fulminacci e Ketama126, oltre che dei produttori e autori Jacopo Èt, Federica Abbate e Tropico.

## Tracce
Musiche di Pietro Paroletti eccetto dove indicato.
1. Nottetempo (feat. Giorgio Poi) – 2:55 (testo: Federico Bertollini, Pietro Di Dionisio, Giorgio Poti)
2. Ancora no – 3:33 (testo: Federico Bertollini, Davide Petrella)
3. Bella mossa (feat. Coez) – 2:55 (testo: Federico Bertollini, Silvano Albanese – musica: Gabriele Terlizzi, Pietro Paroletti, Danilo De Candia)
4. Quattro fermate – 2:32 (testo: Federico Bertollini – musica: Gabriele Terlizzi, Pietro Paroletti)
5. Scacciapensieri – 3:15 (testo: Federico Bertollini, Jacopo Ettorre)
6. Prima dell'alba – 3:39 (testo: Federico Bertollini, Giovanni De Cataldo – musica: Pietro Paroletti, Danilo De Candia, Gabriele Terlizzi)
7. Due estranei (feat. Fulminacci) – 3:05 (testo: Federico Bertollini, Jacopo Ettorre, Filippo Uttinacci)
8. Futuri possibili – 3:29 (testo: Federico Bertollini, Federica Abbate)
9. Angelo – 3:00 (testo: Federico Bertollini, Giovanni De Cataldo)
10. Vampiro (feat. Ketama126) – 2:59 (testo: Federico Bertollini, Piero Baldini, Jacopo Ettorre – musica: Federico Bertollini, Pietro Paroletti)
11. Occhi ingenui (feat. Ele A) – 2:53 (testo: Federico Bertollini, Giovanni De Cataldo, Eleonora Antognini – musica: Pietro Paroletti, Gabriele Terlizzi)
12. Pausa – 2:49 (testo: Federico Bertollini, Federica Abbate, Giovanni De Cataldo)
13. Frasi fatte – 3:12 (testo: Federico Bertollini, Pietro Di Dionisio – musica: Pietro Di Dionisio, Pietro Paroletti, Giorgio Poti)

## Classifiche
| Classifica (2025) | Posizione massima |
| ----------------- | ----------------- |
| Italia            | 3                 |